# Vanilla madagascariensis
Espèce
Vanilla madagascariensis est une espèce de vanilles (plantes monocotylédones de la famille des Orchidaceae) endémique de Madagascar. Elle est communément appelée Amalo en sakalava.

## Systématique
L'espèce Vanilla madagascariensis a été décrite en 1896 par le botaniste britannique Robert Allen Rolfe (1855–1921),.

## Description
C'est une grande liane aphylle, surmontant les arbres du sud de Madagascar, grâce à ses vrilles, à tiges épaisse, charnue, large de 1,5 cm, verte devenant marron, contenant un suc blanchâtre abondant et irritant et sillonnée dans toute la longueur des articles, sur un seul côté (deux côtés opposés chez Vanilla decaryana Perr. qui, de plus, montre des nodosité brunes à sa base).

## Fleur
Grande fleur d'un blanc pur à labelle rose, visible de loin, en contraste avec la grisaille des arbres à feuilles caduques en périodes sèches.

## Fruits
Fruits vert devenant marron en « gousse ».

## Usage
Les tiges des vanilles malgaches endémiques sont employées comme aphrodisiaque et anabolisant. Malheureusement, récoltées en grande quantité, ces espèces sont devenues rares et doivent être protégées. Leurs propriétés n'ont pas été étudiées.

## Étymologie
Son épithète spécifique, composée de madagascar(i) et du suffixe latin -ensis, « qui vit dans, qui habite », lui a été donnée en référence au lieu de sa découverte, indiqué comme étant la baie de Bomatoe à Madagascar à l'époque de la description. 

## Publication originale
- (en) R. Allen Rolfe, « A Revision of the Genus Vanilla », Transactions of the Linnean Society of London: Botany, Linnean Society of London, vol. 32, nos 220-227,‎ novembre 1896, p. 439–478 (ISSN 1945-9459 et 1945-9351, DOI 10.1111/J.1095-8339.1896.TB00702.X, lire en ligne).